# 乞瓦之战
乞瓦之战（羅馬化：Obloha Kyieva），1240年冬，蒙古第二次西征中，蒙古帝国军队在乞瓦（今乌克兰基辅）击败斡罗斯军的作战。
乞瓦位于第聂伯河中游西岸，是第聂伯河通往黑海的水上交通要地，有过“城市之母”的称号。是蒙古西征进攻南斡罗斯，首先攻占的要地。拔都将蒙古西征军分成三路：一支从伏尔加河下游出发，向南斡罗斯进军，另一支北上，先征服摩尔多瓦和奥卡河上游的穆罗姆城，再一支由拔都率领攻克佩累雅斯拦夫（佩列亞斯拉夫）、契尔尼克夫（切爾尼戈夫）等城。同时，蒙古军向东北攻克加娄牙城（卡盧加），东至顿河，切断乞瓦援救的道路，使其孤立。蒙古军扫清外围之后，于1240年秋，进至乞瓦附近，发现第聂伯河没有冻冰，不能过，于是在河东驻军。蒙哥派使者劝降，被杀。守城主将德米特尔害怕弃城出逃，由斯摩棱斯克大公罗斯迪斯拉夫坚守。加利西亚大公派其部属狄米脱里守城。冬，第聂伯河冰冻，拔都亲率大军攻城，全军从冰上渡河，抢筑长堤，利用火炮不停轰击城墙，昼夜强攻。十二月初六攻破城，打开突破口，进入市区。城内守军顽强抗击，双方进行激烈的巷战。守城军失去旧寨又筑新寨，虽节节败退，连夜又在城中心筑起木桩栅栏。第二天早，工事又被蒙古军夺取。守军退入教堂。有的登楼抵御，因人多墙崩柱折，死者很多，最后守城军全部覆灭。狄米脱里负伤未死，被俘，拔都没有杀害他将其释放。